# Ben Gadellaa
Ben Gadellaa is een Rotterdamse volkszanger. Ben werd bekend onder het Nederlandse publiek na een aflevering in het programma JENSEN! waar hij zich liet zien als een min of meer dove en seniele senior zonder voortanden. In dit programma keerde hij ook enkele malen terug.
Bens bekendste nummer is Daar bij de waterkant, een nummer dat gaat over een jeugdliefde, met de karakteristieke sprong van Ben in de dans op de kreet "hatsjee!". Vooral in het Après-ski-circuit kreeg Ben Gadellaa hiermee een relatief grote populariteit. Het nummer stond op de De Après Ski Hut vol.8 in 2002 en Après ski safari vol.3 in 2008. Deze cd's hebben landelijk in diverse winkels gelegen.

## Discografie
2002 - Daarbij de waterkant (Hatjee!)